# Madeleine Gug
Madeleine Gug, née Lucy Cathelin le 4 août 1913 aux Pavillons-sous-Bois et morte le 24 août 1971 à l'hôpital Pasteur de Nice, est une monteuse française de cinéma. Son nom de scène provient de son nom de femme mariée : elle a épousé André Guglieri.

## Filmographie
- 1938 : Le Cœur ébloui de Jean Vallée
- 1938 : La Route enchantée
- 1939 : Deuxième bureau contre Kommandantur
- 1941 : Ici l'on pêche
- 1942 : Forte Tête
- 1942 : Patrouille blanche
- 1942 : Cartacalha, reine des gitans
- 1943 : Douce
- 1943 : L'Inévitable Monsieur Dubois
- 1943 : Coup de feu dans la nuit
- 1943 : Port d'attache
- 1944 : Vautrin
- 1944 : La Rabouilleuse
- 1946 : Farrebique ou Les Quatre Saisons (documentaire)
- 1946 : Sylvie et le fantôme
- 1947 : Le Diable au corps
- 1947 : Six heures à perdre
- 1949 : Barry
- 1949 : Occupe-toi d'Amélie de Claude Autant-Lara
- 1949 : Je n'aime que toi
- 1950 : Une nuit de noces
- 1951 : Bibi Fricotin
- 1951 : L'Auberge rouge
- 1952 : Douze Heures de bonheur
- 1952 : Les Sept Péchés capitaux (segment L'Orgueil)
- 1952 : L'Amour, Madame
- 1953 : Le Bon Dieu sans confession
- 1953 : Jeunes Mariés
- 1953 : Le Salaire de la peur
- 1954 : Le Rouge et le Noir
- 1954 : Le Blé en herbe
- 1955 : Marguerite de la nuit
- 1955 : Lola Montès
- 1955 : Les Diaboliques
- 1956 : La Traversée de Paris
- 1957 : Pot-Bouille
- 1957 : Les Espions
- 1958 : Le Joueur
- 1958 : En cas de malheur
- 1959 : La Jument verte
- 1959 : Faibles femmes
- 1960 : Les Régates de San Francisco
- 1960 : Le Bois des amants
- 1961 : Le Comte de Monte Cristo
- 1961 : Tu ne tueras point
- 1961 : Vive Henri IV, vive l'amour
- 1963 : La Cuisine au beurre
- 1963 : Le Magot de Josefa
- 1963 : Le Voyage à Biarritz
- 1963 : Le Meurtrier
- 1965 : Die Kunst des Dirigierens (série télévisée)
- 1965 : Les Enquiquineurs
- 1965 : Journal d'une femme en blanc ou Une femme en blanc se révolte
- 1965 : Humour noir (segment "La Bestiole")
- 1966 : Nouveau journal d'une femme en blanc
- 1967 : Voyage à deux
- 1967 : Grands chefs d'orchestre (Messa da Requiem von Giuseppe Verdi)
- 1968 : Le Franciscain de Bourges
- 1969 : Les Gros Malins ou Le Champion du tiercé
- 1969 : Les Patates